# Abu-l-Hussayn al-Utbí
Abu-l-Hussayn Abd-Al·là ibn Àhmad al-Utbí (àrab: أبو الحسين عبد الله بن أحمد العُتبي, Abū l-Ḥusayn ʿAbd Allāh b. Aḥmad al-ʿUtbī) fou un visir samànida que va servir a Nuh II ibn Mansur (976-997) sent nomenat pel càrrec el 977. Es va esforçar per disminuir la influència dels caps militars turcs com Abu-l-Hàssan Muhàmmad ibn Ibrahim as-Simjurí, i es va fer atorgar funcions civils i militars. Fou assassinat per agents dels generals Faik i as-Simjurí el 982 o 983. Fou el darrer visir samànida important.